# SS City of Rome
Le City of Rome est un paquebot de luxe de l'Inman Line construit en 1881 et qui a à peine navigué 20 ans avant sa démolition en 1902. Construit et équipé de manière luxueuse afin de concurrencer les navires de la White Star Line et de la Cunard Line sur la ligne transatlantique, il fut lors de sa construction le plus gros, le plus rapide et le plus luxueux paquebot de son temps. Mais, son coût, son manque de stabilité et les difficultés financières de la compagnie en ont fait un échec commercial et il fut vendu au bout de seulement six voyages, en 1882 à l'Anchor Line.

## Histoire
Inauguré le 13 octobre 1881, le fleuron de l'Inman Line, un paquebot au design de clipper est le plus gros paquebot du monde de 1881 à 1888 avant son successeur, le City of New York III. Il dessert pour elle la route entre Liverpool et New York via Queenstown (en Irlande) mais il ne réussit pas à décrocher le précieux Ruban bleu car, bien que puissant, il manque de stabilité. Cet échec commercial conduit la compagnie à le vendre après seulement six voyages à l'Anchor Line.
Celle-ci le restructure en 1891 de manière moins luxueuse, pour accueillir seulement 75 passagers de 1re classe, toujours 250 de 2e classe mais 1 000 passagers de 3e classe, essentiellement des émigrants vers l'Amérique. C'est à cette date qu'il est transférée sur une ligne desservant New York, Glasgow et Molville où il effectue son dernier voyage le 26 septembre 1901.
Entretemps, il servit de transport de troupes pour rapatrier à Santander les rescapés espagnols de la guerre hispano-américaine de 1898 perdue par l'Espagne.